# Hadji Ali Haseki
Hadji Ali Haseki, en turc : Hacı Ali Haseki, grec moderne : Χατζή Αλής Χασεκής, (–1795) est un Turc ottoman du XVIIIe siècle. Pendant vingt ans, de 1775 à 1795, il est le voïvode d'Athènes, où l'on se souvient de sa cruauté et de son règne tyrannique.

## Biographie

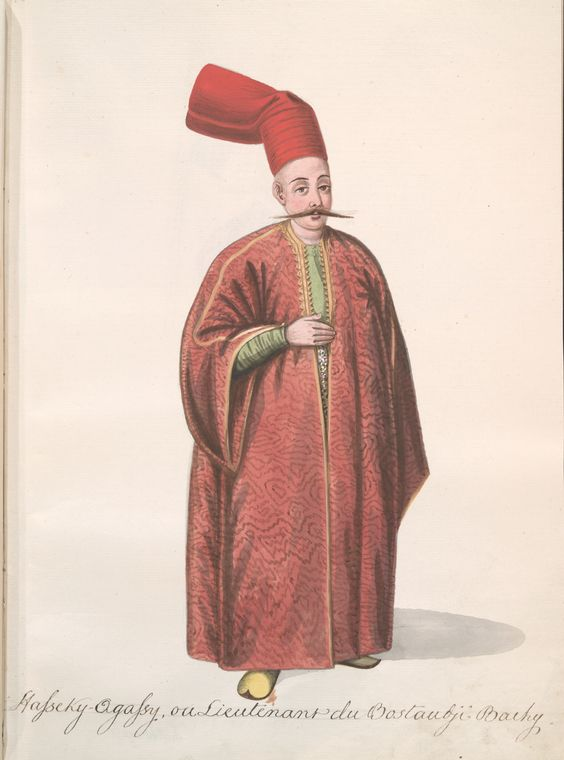
Représentation d'un haseki de la garde du sultan.

La carrière de Hadji Ali Haseki est connue principalement par deux sources, écrites par des contemporains : les journaux de l'érudit athénien Ioánnis Benizélos et les mémoires de Panagiótis Skouzés (el). Elles sont complétées par les rapports de voyageurs d'Europe occidentale et d'historiens grecs ultérieurs,.
Selon Skouzés, Hadji Ali est né en Anatolie centrale et est entré au service du palais (Enderûn) dans sa jeunesse. Il est finalement devenu le garde du corps personnel (haseki) du sultan Abdülhamid Ier (vers 1773-1789), ainsi que de sa sœur Esma Sultan (en). Skouzés rapporte des rumeurs selon lesquelles Haseki et Esma étaient amants, et qu'elle le favorisait grandement et promouvait ses intérêts à cause de cela,,. Selon Benizélos, avant de venir à Athènes, il avait servi comme voïvode (gouverneur civil) de Durrës.

## Contexte: l'Athènes ottomane tardive
Athènes est sous domination ottomane depuis 1456, à l'exception d'une brève occupation vénitienne en 1687-1688, pendant la guerre de Morée,. Sous la domination ottomane, la ville a été dépouillée de toute importance et est généralement considérée comme une « petite ville de campagne » par des spécialistes modernes tels que Franz Babinger, mais cette image est erronée : la population de la ville a augmenté rapidement au cours du XVie siècle et, avec environ 16 000 habitants, elle a été pendant un certain temps la quatrième ville ottomane des Balkans, après la capitale Constantinople, Adrinople et Salonique. L'occupation vénitienne a entraîné le quasi-abandon de la ville par crainte des représailles ottomanes, et elle n'a commencé à se rétablir que lentement. Au milieu du siècle, la ville comptait environ 10 000 habitants, dont environ 4/5 étaient des Grecs orthodoxes, c'est-à-dire des Grecs et quelques Arvanites —la plupart des Arvanites de la région de l'Attique vivaient à la campagne plutôt qu'à Athènes même— et le reste des Turcs, c'est-à-dire des musulmans sans distinction d'origine ethnique, y compris des Tsiganes et des « Aethiopiens », ainsi que quelques catholiques (principalement des Occidentaux résidant dans la ville). Il ne semble pas y avoir eu de communauté juive à Athènes à cette époque.
La communauté turque compte plusieurs familles établies dans la ville depuis la conquête ottomane. Leurs relations avec leurs voisins chrétiens sont plus amicales qu'ailleurs, car ils s'assimilent à ces derniers, jusqu'à boire du vin, parler grec et accorder plus de liberté aux femmes,. Les Grecs tiennent entre leurs mains le commerce de la ville et jouissent d'une certaine autonomie, sous la direction d'un conseil des anciens (en) (dimogerontes) ou des primats (proestotes), qui prennent leurs fonctions en février et sont choisis parmi les 15 à 20 familles aristocratiques de la ville (archontes). Les archontes détiennent un pouvoir considérable, qu'ils utilisent parfois au profit de la communauté grecque, mais aussi en s'alliant aux autorités ottomanes pour préserver leurs privilèges. Sous les archontes se trouvent les noikokyraioi (bourgeois), au nombre de 24 familles selon Skouzés, les pazarites, marchands et artisans, et les xotarides, agriculteurs plus pauvres. Les villageois de l'Attique, les choriates, se situent au bas de la hiérarchie sociale. Le climat est sain, mais la ville dépend principalement du pâturage - pratiqué par les Arvanites de l'Attique - plutôt que de l'agriculture. Elle exporte du cuir, du savon, des céréales, de l'huile, du miel, de la cire, de la résine, un peu de soie, du fromage et de la valonia, principalement vers Constantinople et la France. À la fin du XVIIIe siècle, la ville accueille un consul français et un consul anglais.

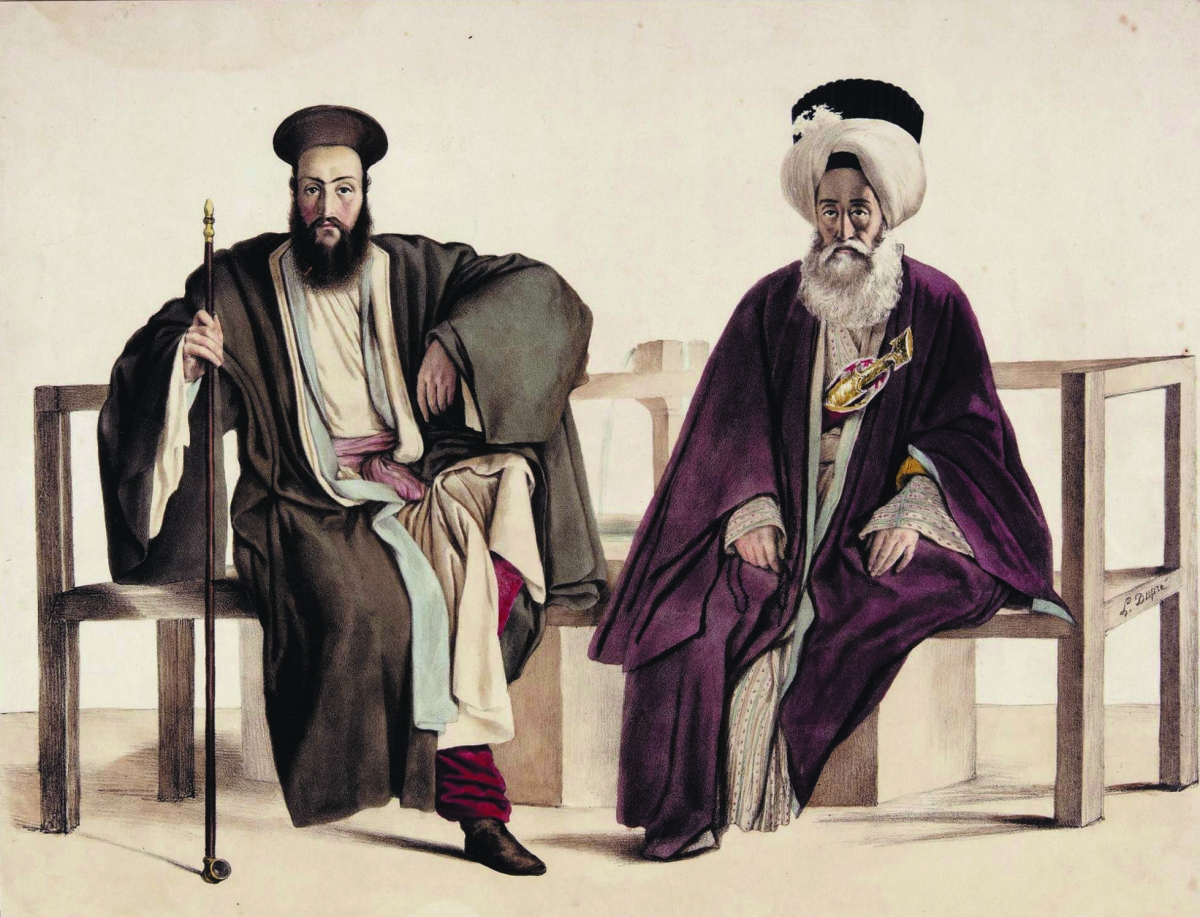
Un prêtre grec (à gauche) et un agha ottoman (à droite), représentés à Athènes, en 1819, par Louis Dupré.

Bien que son statut administratif au début des siècles ottomans ne soit pas clair, au XVIIe siècle, Athènes, bien que faisant formellement partie du sandjak d'Eğriboz (Négreponte, l'actuelle Chalcis) et donc finalement sous la juridiction du capitan pacha (le commandant en chef de la flotte ottomane), faisait partie du waqf du Haramayn, les villes saintes de La Mecque et de Médine, et est administrée par le Kizlar Agha (le chef eunuque noir du harem impérial ottoman (en)). En général, cependant, ses bénéfices sont loués, dans le cadre d'un accord d'exploitation fiscale (en), à des particuliers, qui gouvernent ensuite la ville en tant que voïvode.
Le voïvode ou zabit (chef de la police) est nommé pour un mandat annuel, débutant en mars de chaque année. Le poste est lucratif, et les voïvodes essaient généralement d'obtenir le renouvellement de leur nomination. Les pots-de-vin au gouvernement central, mais aussi le soutien des primats locaux, sont déterminants à cet effet. Le zabit est complété par le mufti, le chef religieux musulman local, le kadi (en) (juge, chef du tribunal de la charia), le serdar (en) (gouverneur militaire) et le dizdar (commandant de l'Acropole d'Athènes). En 1760, Athènes est devenue un malikâne (en), un domaine foncier spécial qui appartient au sultan mais qui est donné aux hauts fonctionnaires en tant que domaine d'usufruit. Son propriétaire (malikâne sahib) a le droit de percevoir la dîme et d'autres recettes fiscales, en théorie à vie, en échange d'une somme forfaitaire et d'un loyer annuel. Le propriétaire sous-loue souvent le produit à une ou plusieurs tierces personnes, qui occupent alors la fonction de voïvode. Le nouveau système se fait au détriment de la ville, car les voïvodes ont intérêt à maximiser leurs gains durant leur courte période de fonction, et parce que les abus sont plus difficiles à redresser : sous le Kizlar Agha, les Athéniens peuvent s'adresser à une seule personne, proche du Sultan, mais avec le nouveau système, il y a plusieurs personnes qui détiennent l'autorité, et le lien avec la Sublime Porte est plus ténu,,. En outre, au cours des décennies précédant l'arrivée de Haseki à Athènes, le zabit est en conflit permanent avec les pachas de Négroponte, qui cherchent constamment à s'immiscer dans les affaires athéniennes.

## Premier mandat en tant que voïvode d'Athènes
La manière et la date exactes de l'arrivée de Haseki à Athènes ne sont pas claires. Skouzés écrit qu'en 1772, Esma Sultan a acquis le malikâne d'Athènes au prix de 750 000 piastres —plus tard dans son récit, Skouzés porte ce chiffre à 1,5 million de piastres— et le cède à Haseki,,. Benizélos indique cependant que Haseki a acheté le malikâne d'Athènes à la mort du précédent propriétaire en 1776, après être arrivé à Athènes comme voïvode en 1775. En effet, Benizélos remarque, à propos de sa nomination à Athènes, qu'en 1774, une délégation d'Athéniens s'est rendue à Constantinople pour demander la révocation du voïvode en place, et qu'à la suite de cela, Haseki, par le biais de la corruption, s'est assuré le poste. Ce n'est qu'en 1782 que Haseki est confirmé, de manière sûre, comme étant le malikâne sahib d'Athènes.
Quel que soit le véritable contexte de sa nomination, lorsque Haseki arrive à Athènes en 1775, il se présente d'abord comme un protecteur des Grecs locaux, à la fois contre les transgressions des Turcs locaux et contre les fouilles du pacha de Négroponte : il interdit l'entrée des fonctionnaires de ce dernier dans la ville, et parvient à faire disparaître la garnison albanaise que Huseyn Pacha de Négroponte a installée dans la ville quelques années auparavant,,.
Il se fait également des amis parmi les plus importants primats athéniens, de sorte que lorsqu'il commence à opprimer les classes inférieures, les primats refusent d'agir contre lui. Sur ce, les 24 ménages bourgeois et les classes inférieures, soutenus par le métropolite d'Athènes et le clergé, envoient une pétition (arz-i hal) dénonçant Haseki à la Porte. Il est rappelé pour un temps, et un voïvode de Chios est nommé pour gouverner la ville à sa place,,.

## Second mandat de voïvode: incursions albanaises et fortification d'Athènes

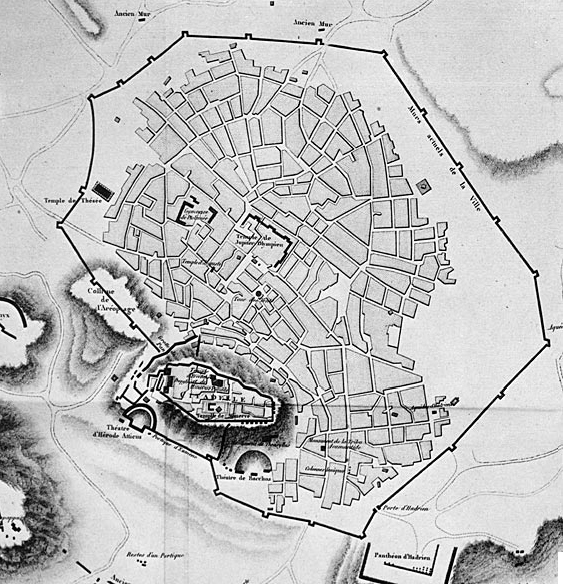
Carte de l'Athènes ottomane tardive, avec la Muraille de Haseki.

En 1777, cependant, Haseki réussit à utiliser ses relations à la cour pour obtenir sa reconduction au poste de voïvode, avec le soutien cette fois du puissant Turc athénien Makfi, de la famille Vlastós, et du métropolite Bartholomée, qui espère utiliser l'influence de Haseki auprès du sultan pour être élu patriarche de Constantinople. À son retour, il oblige les Athéniens à le dédommager des pertes financières subies du fait de son éloignement temporaire, qu'il chiffre à 60 000 piastres,.
L'année 1778 est marquée par des raids dévastateurs de groupes de Turco-Albanais en Attique, qui servent à renforcer la position de Haseki. Les Albanais ont été amenés par la Porte pour réprimer la révolution d'Orloff dans la Morée en 1770, et sont restés une menace pour la région pendant de nombreuses années par la suite : profitant de la faiblesse de l'administration ottomane, de nombreux Albanais se sont déplacés vers le sud à la recherche de pillage ou d'un emploi en tant que condottiere. Avant l'arrivée de Haseki, l'Albanais Yiaholiouri avait occupé le poste de meydanbashi, l'un des chefs de la sécurité à Athènes, à la tête de quelque 50 à 80 hommes, dont environ deux tiers sont eux-mêmes Albanais. 
Haseki le congédie, et Yiaholiouri retourne dans sa patrie, où, selon Skouzés, il recrute quelque 750 hommes pour soutenir son retour en Attique. Yiaholiouri est rejoint par d'autres Albanais, des pauvres et des déshérités au cours de sa marche vers le sud ; ses hommes saccagent Thèbes sur leur chemin.
Une fois arrivés à Kapandríti près d'Athènes, les Albanais envoient des émissaires aux Athéniens, menaçant d'incendier la ville s'ils ne reçoivent pas de provisions et un document officiel les engageant comme gardes de la ville. Haseki réunit les Athéniens, Turcs et Grecs, en conseil, et décide de rencontrer les Albanais sur le terrain, la ville n'étant pas protégée par un mur. Lors d'une bataille qui a lieu près de Chalándri, les Athéniens vainquent les Albanais et les repoussent vers Kephissia, tuant environ un quart d'entre eux au passage,.
Pour protéger la ville contre une nouvelle attaque, il entreprend immédiatement la construction d'un nouveau mur d'enceinte, la Muraille de Haseki. Les travaux ne sont pas encore bien avancés lorsqu'une deuxième force, bien plus importante, composée de 6 000 Albanais, s'approche, sous les ordres d'un certain Maksut, en route vers la Morée. Les Turcs abandonnent alors la ville et trouvent refuge dans l'Acropole d'Athènes, tandis que Haseki permet aux Grecs de se mettre en sécurité sur l'île de Salamine. Ils y restent pendant 13 jours, jusqu'au départ des Albanais, après avoir reçu une somme importante en guise de pot-de-vin,,. La construction du mur reprend avec une vigueur accrue : Haseki ne se contente pas d'enrôler toute la population de la ville sans distinction, mais participe lui-même aux travaux, de sorte que le mur de 10 km de long est achevé en 108 jours, ou, selon d'autres rapports, en 70 jours seulement. De nombreux monuments antiques et médiévaux sont démolis et réutilisés comme matériaux de construction au cours du processus,,. La précipitation de la construction donne cependant lieu à un mur d'environ 3 mètres de haut et de moins d'un mètre d'épaisseur, plutôt qu'à une véritable fortification. Haseki présente ensuite rapidement aux Athéniens une facture de 42 500 piastres, apparemment pour les superviseurs qu'il avait fait venir de l'extérieur. Non seulement cela, mais il a placé des gardes aux portes, de sorte que le mur a servi à emprisonner virtuellement la population dans leur propre ville,,. Benizélos rapporte également qu'en avril 1778, la peste éclate à Athènes. Bien que seuls quelques adultes en soient morts, environ 600 enfants en ont été victimes.

## Troisième mandat de voïvode
Haseki revient comme voïvode en 1779. Il exile nombre de ses opposants turcs. La situation devient si mauvaise qu'un grand nombre d'Athéniens se rendent à Constantinople, y compris un certain nombre de paysans qui auraient emporté leurs socs de charrue et les auraient jetés en rang devant le grand vizir, demandant au sultan de leur donner un autre endroit où vivre, car Athènes est insupportable. Haseki devait être exilé à Chypre, mais au lieu de cela, il est renvoyé à Athènes, et poursuit ses machinations à Constantinople. En conséquence, si Haseki est autorisé à rester en tant que malikâne sahib, il est écarté du poste de voïvode et du gouvernement quotidien de la ville. En 1781 ou 1782, un autre voïvode est nommé à Athènes.

## Quatrième mandat de voïvode et exil à Constantinople
Une fois encore, sa destitution ne dure pas longtemps. Le métropolite Bartholomé meurt en novembre 1781, et son successeur, Benenedict, se joint à Makfi et aux autres alliés de Haseki, et demande son rétablissement. Haseki revient à la fin de l'année 1782, et son règne devient encore plus tyrannique : il continue à acquérir des propriétés et oblige la population à les cultiver. Finalement, Haseki se retourne contre Makfi, son principal soutien turc athénien. Ce dernier s'enfuit à Nauplie et de là à Constantinople, mais les agents de Haseki s'assurent de son arrestation. Amené enchaîné à Athènes, le 22 février 1785, Makfi est tué par noyade dans la cale d'un navire, sur ordre de Haseki,.
Ses exactions parviennent à unir contre lui Grecs et Turcs, dont les puissants Turcs Osman Bey, Balitizikos et Bekir, ainsi que le métropolite Benenedict. Ses crimes sont à nouveau dénoncés à la Porte. Une soixantaine de notables, dont le métropolite, sont appelés à Constantinople pour témoigner. De puissants fonctionnaires, dont le grand vizir Koca Yusuf Pasha (en) le capitan pacha Cezayirli Gâzi Hasan Pacha, le Dragoman de la Flotte (en) Nikólaos Mavrogénis, et le defterdar, se retournent contre Haseki, et son retour comme voïvode est interdit. 
Encouragés par cela, les Athéniens se soulèvent contre Haseki et ses sbires : les Turcs à l'esprit libéral tuent Baptista Vretos, tandis que les chrétiens brûlent quatre maisons appartenant aux partisans de Haseki, trois chrétiens et un Turc. La population se réunit à l'église de St. Démétrios Tziritis, près de la porte des Saints Apôtres et anathème publiquement les primats chrétiens qui sont ses partisans —Spýros Logothétis, Nikólas Patoúsas, Dimítrios Kalogerás, Hadji Pantazís, Konstantákis Yannoúlis, Dimítrios Astrakáris, Theódoros Kantziliéris, Stávros Vrondogoúnis Tomarás et Hadji Salonítis—, puis convoqua une assemblée qui les déposa du conseil municipal, en élisant d'autres à leur place, dont Bellos, qui avait été un leader populaire important contre Haseki, et Pétros Pittákis. Le système oligarchique est condamné, et une résolution est adoptée pour que les primats soient choisis par des élections, plutôt que par l'hérédité. L'un des principaux Turcs est même choisi comme l'un des deux épitropes, les agents de la communauté chrétienne de la ville,.
Confronté à un ensemble de fonctionnaires puissants, et à la puissance croissante de ses ennemis à Athènes, pendant les deux années suivantes (1786-1788), tandis que Haseki reste en sécurité dans le palais d'Esma Sultan, 
les deux parties se livraient une guerre de corruption et d'intrigues au sein de la Porte. À Athènes, deux chefs locaux, Bellos et Bekir, émergent et, par la force des armes, réussissent à empêcher l'émissaire de Haseki d'entrer dans la ville et d'y installer son propre voïvode. Haseki parvient un temps à obtenir la destitution du métropolite Benenedict, mais les Athéniens sollicitent l'aide du consul britannique, Prokopios Menas. Benenedict soudoie également le dragoman de l'ambassadeur britannique à Constantinople, qui obtient ensuite la restauration de Benenedict. Les Athéniens réussissent même à obtenir l'annulation de l'octroi du malikâne par Haseki, et son attribution au darphane emini (le maître de la monnaie impériale) ; le silahdar (aide de camp) du capitan pacha Cezayirli Hasan, considéré comme bien disposé, est nommé voïvode,.

## Cinquième mandat de voïvode

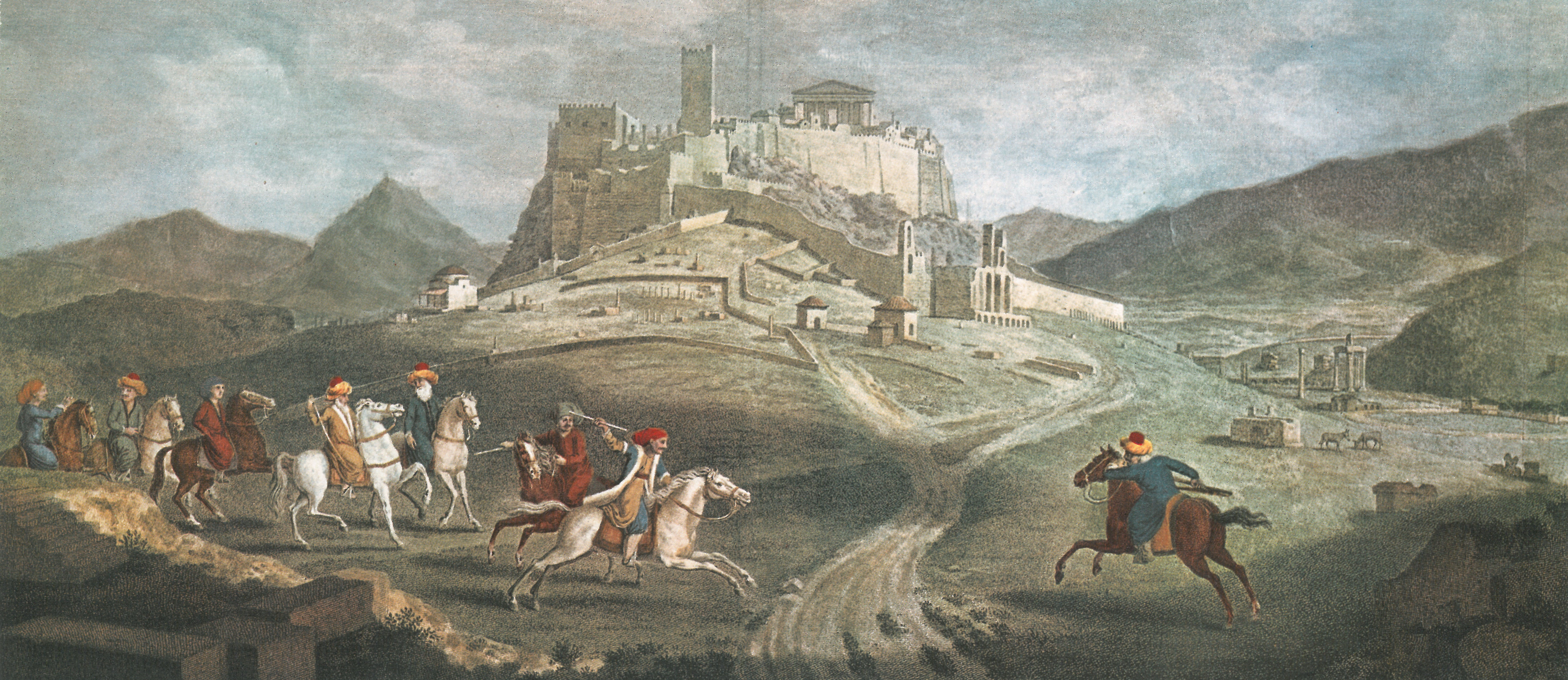
Vue de l'Acropole en 1787. Au premier plan, des Turcs jouant au djirid.

La fortune de Haseki subit un nouveau coup en 1788, à la mort d'Esma Sultan, mais il parvient rapidement à retourner la situation grâce à une corruption judicieuse de Cezayirli Hasan Pasha, de sorte que le malikâne lui est restitué. Dès que la nouvelle parvient à Athènes, le parti oligarchique prend le contrôle. Bellos et Bekir sont jetés en prison, et le métropolite lui-même placé en résidence surveillée,.
Haseki revient le 14 février 1789, non seulement avec son malikâne et la voïvodie restaurée, mais aussi comme gouverneur militaire temporaire de la ville. Son autorité est absolue, et un véritable règne de terreur commence. Bellos, Nikólaos Bárbanos et son frère Sotírios, Pétros Pittákis, Osman Bey, Balitzikos, et Bekir, sont tous pendus, tandis qu'Avram et Mitros Kechagias sont noyés plus tard. L'un de ses principaux opposants turcs est pendu à la tour franque de l'Acropole,. Les 24 notables de rang intermédiaire sont amenés devant une rangée de pieux et menacés d'être immédiatement empalés s'ils ne parviennent pas à se racheter, et toute la population chrétienne est contrainte de signer un billet à ordre collectif de 400 000 piastres en argent et en huile d'olive. Bien que le jour du paiement soit fixé à six mois plus tard, Haseki commence à percevoir les droits immédiatement, exigeant de chaque citoyen cinq à 25 livres (environ 500 piastres), payables en huit jours. Cela s'est avéré particulièrement onéreux, obligeant nombre des citoyens les plus pauvres à vendre leurs maisons et leurs champs d'oliviers pour fournir l'argent. Certains trouvent refuge dans la fuite, mais sa part pèse alors sur les paroissiens restés sur place. Selon les récits contemporains de Benizélos et de Skouzés, le voïvode « gardait pour lui tout le revenu énorme de la dernière récolte d'huile », et exigeait du public le double ou le triple de ses dépenses, et ses collecteurs n'hésitaient pas à battre et même à tuer ceux qui ne pouvaient pas payer. Même les femmes n'étaient pas exemptes et subissaient les mêmes souffrances que les hommes, si bien que les prisons étaient pleines. Selon Skouzés, qui, enfant, a passé huit jours en prison comme caution pour les impôts de son père, il y avait toujours 150 à 250 hommes dans la prison, ainsi que 25 à 50 femmes. Les hommes étaient si serrés qu'il n'y avait pas de place pour s'asseoir ou se soulager, et Skouzés décrit une fumée « comme un nuage noir » qui sortait par la fenêtre, à cause de la puanteur de l'endroit.
Seuls les trois primats grecs, et leurs partisans, qui soutiennent Haseki, sont exemptés de son oppression, et en profitent même, en achetant les propriétés de leurs concitoyens moins fortunés, comme le font les spéculateurs d'autres parties de l'empire. Haseki lui-même cherche à saisir les propriétés partout où il le peut. Il envoie soit ses propres évaluateurs pour donner une estimation très basse de la valeur de la propriété, ou, si le propriétaire est chrétien, simplement le confisque en échange d'un reçu attestant qu'il a payé sa part du billet à ordre public. Le monastère de Kaisariani n'échappe à l'expropriation qu'en s'arrangeant pour être vendu au métropolite d'Athènes. Il amasse un domaine considérable, comprenant une grande partie de l'actuel jardin botanique, ainsi que plus de 12 000 oliviers, selon Skouzés. Il construit un grand manoir de campagne au début de la Voie Sacrée, appelé « Tour de Haseki », et entretient un grand harem de femmes. Les récits contemporains rapportent sa tentative d'y inclure la belle Ergena, qui est obligée de fuir à Livadiá déguisée en Turc, tandis que son mari, Stamátis Sarrís, est battu si brutalement qu'il reste estropié par la suite.
En 1789, Athènes est à nouveau touchée par la peste, avec des épidémies répétées en janvier et en mars-juin. Au plus fort de l'épidémie, 30 à 40 personnes meurent chaque jour, et un jour, jusqu'à 500. Lorsqu'elle se calme, elle a emporté 1 200 chrétiens et 500 musulmans. En raison de la mauvaise récolte de l'année précédente, et malgré les efforts des primats pour se procurer du grain en Béotie, la peste est suivie d'une famine,. Haseki se protège de la peste en se retirant au monastère de Saint-Jean sur le mont Hymette, et de là il continue à envoyer ses agents pour convoquer les citoyens ou recouvrer les dettes. Haseki peut profiter à la fois de la préoccupation de la Porte pour la guerre en cours avec la Russie, ainsi que du soutien des primats, qui rejettent les plaintes déposées contre lui à Constantinople comme étant « les ragots malveillants de malfaiteurs ». Selon Skouzés, « Tout espoir d'être sauvé était perdu, car une pétition a été envoyée trois fois à Constantinople, et rien n'en est sorti. Le tyran dépensait de l'argent, et les Athéniens payaient. Quand ils faisaient une pétition, ils devaient dépenser de l'argent aussi bien que lui, mais il se faisait rembourser ses dépenses par eux trois fois ».

## Chute, bannissement et exécution

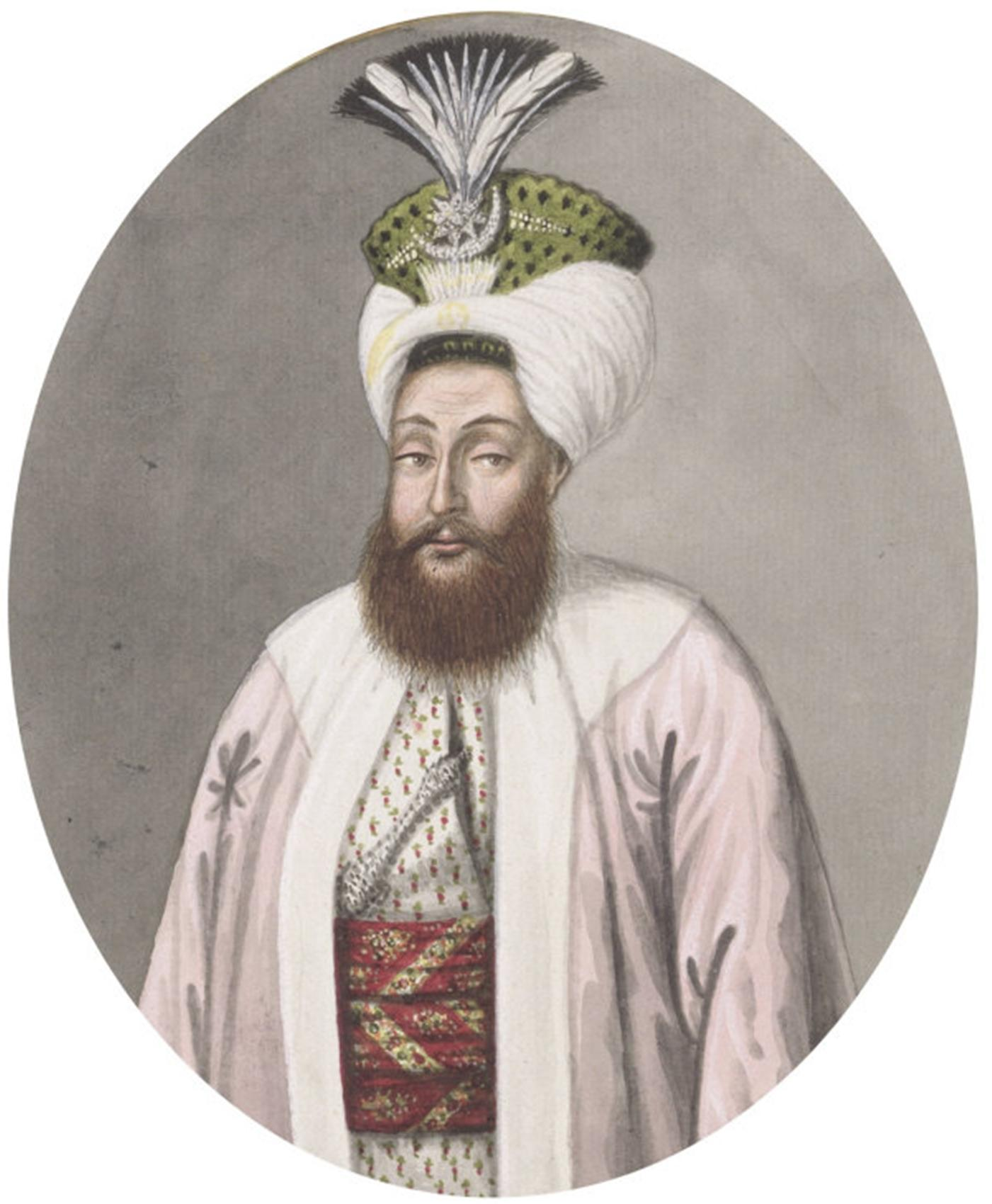
Le sultan Sélim III.

Il se trouve cependant que l'ancien silahdar de Cezayirli Hasan Pacha, que Haseki avait évincé, est nommé nouveau pacha de Négroponte. Les titulaires de cette fonction se sont toujours efforcés d'interférer dans les affaires d'Athènes, et le nouveau titulaire a déjà des raisons d'en vouloir à Haseki. Lorsque Haseki refuse d'envoyer des hommes à la guerre, malgré l'ordre de la Porte, le pacha envoie contre lui un corps de 300 soldats, à cheval et à pied. Haseki ferme les portes d'Athènes et repousse l'attaque, mais cet affrontement armé entre deux gouverneurs ottomans irrite le sultan Selim III qui, en 1792, les expulse tous deux de leurs provinces, Haseki est banni à Salonique, mais retourne rapidement à Constantinople. Avec l'aide de ses partisans là-bas, il obtient son droit, en tant que malikâne sahib, d'envoyer un voïvode de son cru à Athènes en 1793. Son agent continue à soutirer des revenus à Athènes et à les lui envoyer à Constantinople,.
La chute finale de Haseki est due à ses intrigues à la cour du sultan, où il a tenté sans succès de saper la position du chef de la garde du corps impériale afin de le remplacer. Lorsque ce dernier a eu connaissance des machinations de Haseki, il est banni à Chios,. Cependant, une fois de plus, Haseki réussit à échapper à son exil, et retourne bientôt à Constantinople. Il y convoque les primats athéniens, en 1794, et exige d'eux le paiement de 200 000 piastres. Néanmoins, sa position est affaiblie et, en 1795, les Athéniens vivant dans la capitale ottomane encouragent leurs compatriotes à envoyer une nouvelle députation à la Porte.
Le premier à se rendre à Constantinople est Dionýsios Petrákis (en), l'higoumène du monastère des Taxiarques, à la tête d'une délégation secrète, avec Níkos Zitounákis et trois autres, pour rencontrer la sultane validé Mihrişah (en), que Petrákis avait autrefois guéri d'une mammite. Petrákis arrange la subordination de son monastère au Waqf charitable de la sultane validé, afin d'être libéré des impositions de Haseki et supplie Mihrişah d'intervenir en faveur d'Athènes, dont il lui décrit la terrible condition sous la domination de Haseki. Elle l'adresse à Çelebi Efendi, chef de la trésorerie militaire
. Lorsque Haseki apprend la présence de Petrákis à Constantinople, il l'invite à sa résidence, et met du poison dans son café. L'abbé, méfiant, ne boit pas beaucoup de café, et vomit le peu qu'il a bu dès qu'il part. Le poison provoque néanmoins la chute de sa barbe et l'altération de ses dents.
Dès qu'il est rétabli, l'abbé se joint à une délégation athénienne, composée des primats Nikólaos Patoúsas, Stávros Vrondogoúnis et Spyrídon Palaiológos, porteurs de lettres de recommandation en turc et en grec, pour demander l'expulsion de Haseki. Les Athéniens déposent des plaintes auprès du patriarche et d'autres hauts fonctionnaires, ainsi que des pots-de-vin judicieux pour s'assurer un accueil favorable,. Haseki est finalement banni à Kos, où il est exécuté peu après, en 1795. Sa tête est envoyée pour être exposée publiquement devant le palais de Topkapı à Constantinople,. Selon le diplomate prussien Jakob Ludwig Salomon Bartholdy, il aurait cependant été assassiné par un çavuş au service du grand vizir, qui voyait en lui un rival potentiel.
Après son exécution, la fortune de Haseki est confisquée par Sélim III, qui l'affecte au trésor irad-ı cedid nouvellement fondé, destiné à soutenir ses efforts réformistes. Le trésor met les propriétés de Haseki aux enchères, et la communauté grecque d'Athènes acquiert son manoir pour l'utiliser comme résidence du gouverneur. Comme les Athéniens avaient été laissés appauvris, la plupart des domaines vendus aux enchères sont allés à une poignée d'individus, dont quelques Athéniens qui avaient fui à l'étranger et avaient un peu d'argent à disposition. Selon Skouzés, la plupart furent achetés par le chef de la chancellerie ottomane, le nişancı (en), et par la sultane validé, qui les transforme à nouveau en vakıfs des villes saintes ; à partir de 1796, ces derniers sont loués par Dionýsios Petrákis.